# Altneckar (Wieblingen)

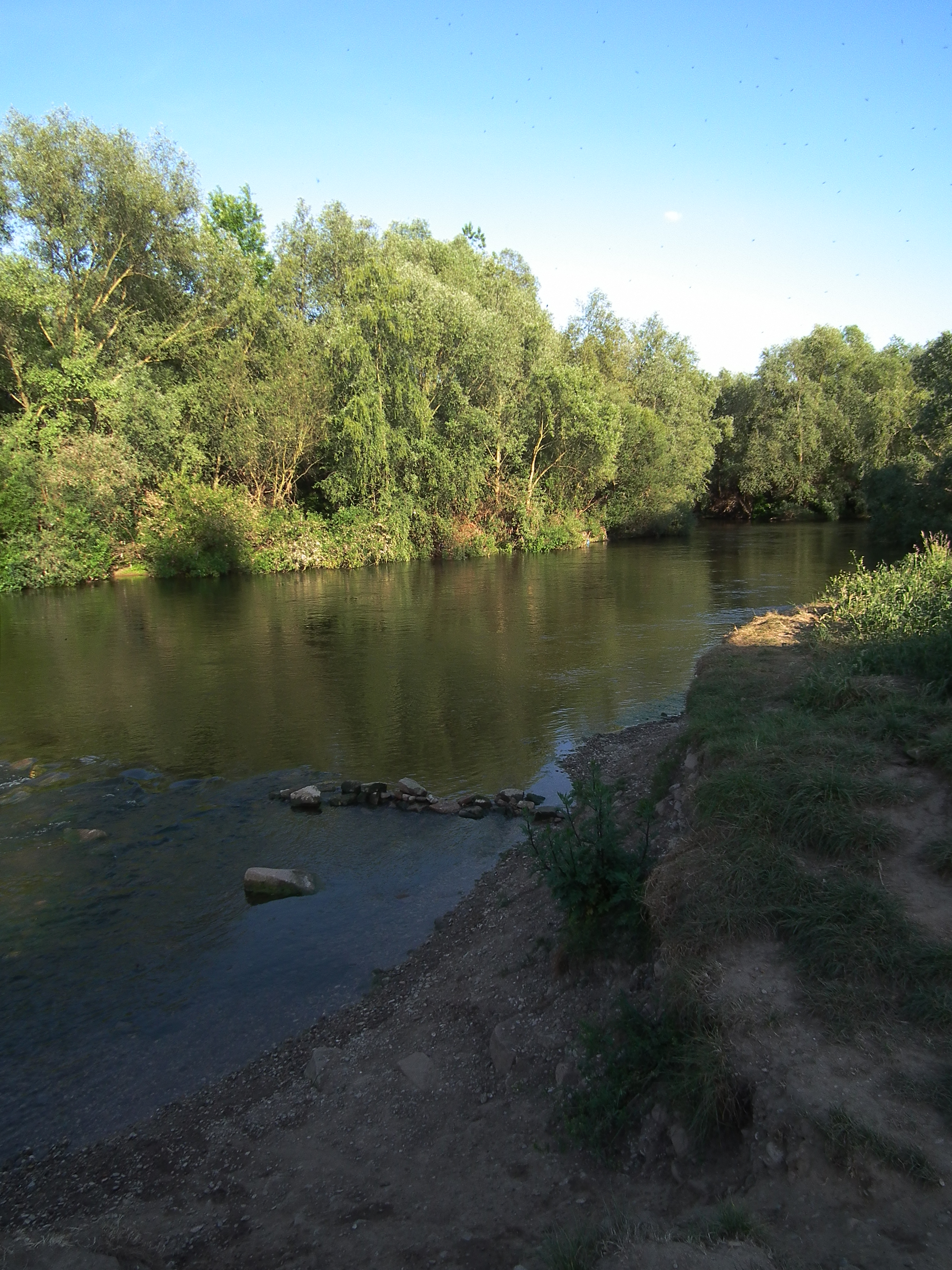
Altneckar bei Wieblingen

Der Altneckar beim Heidelberger Stadtteil Wieblingen ist ein etwa fünf Kilometer langer Altarm des Neckars.

## Geschichte
Der Altneckar entstand als Folge des Ausbaus des Flusses zur Schifffahrtsstraße in den 1920er Jahren und beginnt unterhalb des Stauwehrs Wieblingen ⊙, das zwischen den Stadtteilen Bergheim am linken und Neuenheim am rechten Ufer liegt; das Oberwasser hat hier ein Stauziel von 105,2 m ü. NN und fällt ins alte Flussbett mehrere Meter tief hinab. Flussabwärts endet er im Bereich der Schleuse Schwabenheim, hier ⊙ fließen Altneckar und der in geringem Abstand auf der ganzen Länge rechts parallel verlaufende Seitenkanal Wieblingen auf 96,5 m ü. NN wieder zusammen. Inmitten des Altneckars verläuft die Grenze zwischen Bergheim und Wieblingen auf der Süd- und Westseite und Neuenheim, Handschuhsheim und Dossenheim auf der Nord- und Ostseite. Dieser Flussabschnitt ist naturbelassen. Auf der Höhe Wieblingens trennen ihn mehrere langgestreckte, sich nach Hochwässern etwas verändernde Inseln mit schotterigem Uferstreifen und Weiden- und Gesträuchbewuchs vom ehemaligen Schleusenkanal, der am Südrand Wieblingens links abzweigt, nahe parallel läuft und noch vor der Brücke der A 5 wieder zurückmündet.
Im Altneckar liegen die Naturschutzgebiete Unterer Neckar: Altneckar Heidelberg-Wieblingen und Unterer Neckar: Altneckar Wörth-Weidenstücker, außerdem ist er Teil des Natur- und Landschaftsschutzgebiets Unterer Neckar, welches sich von Heidelberg bis Mannheim erstreckt und insgesamt sechs Natur- und sieben Landschaftsschutzgebiete umfasst.
Koordinaten: 49° 25′ 43″ N, 8° 39′ 8″ O

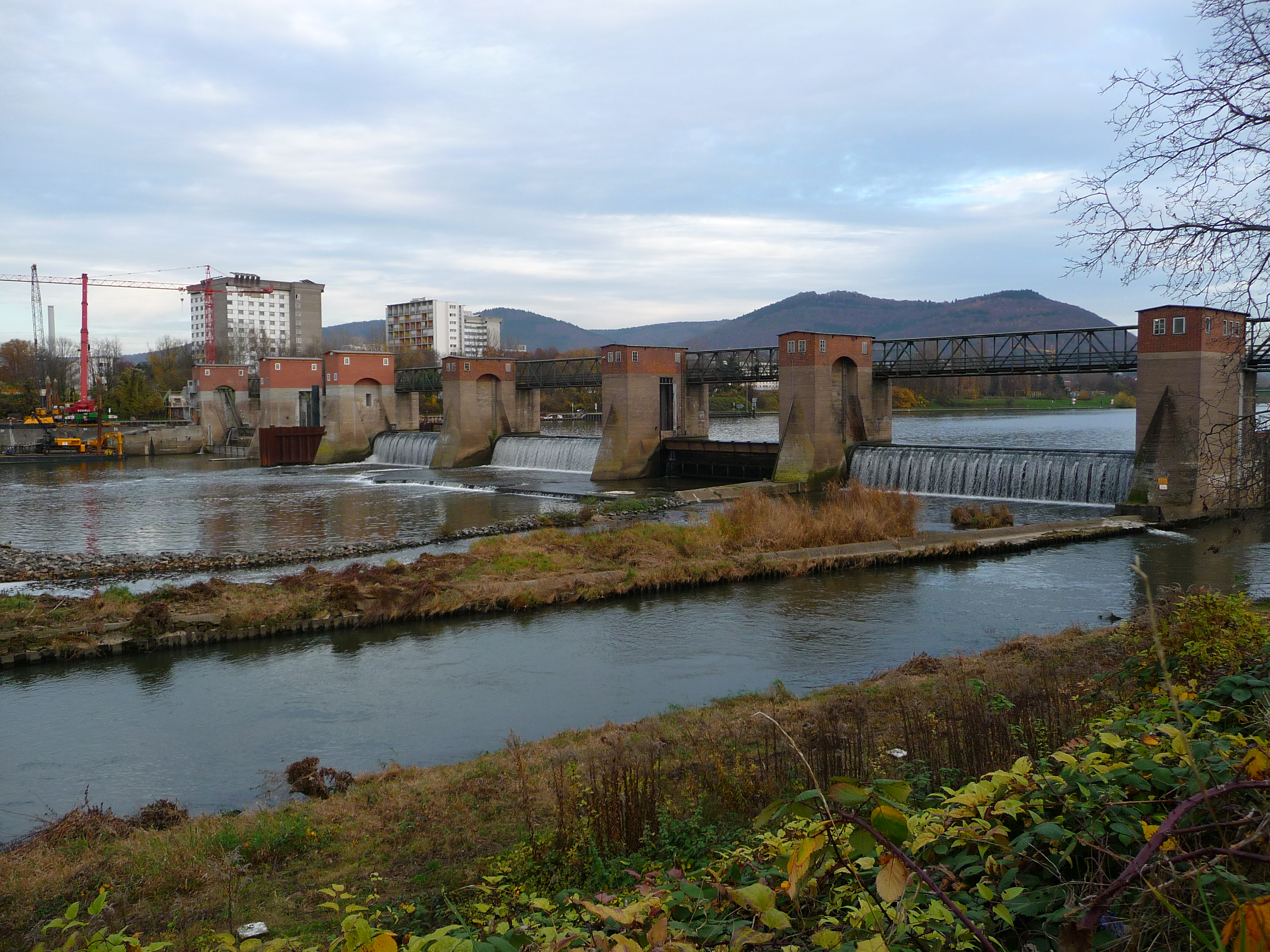
Der Anfang in Wieblingen
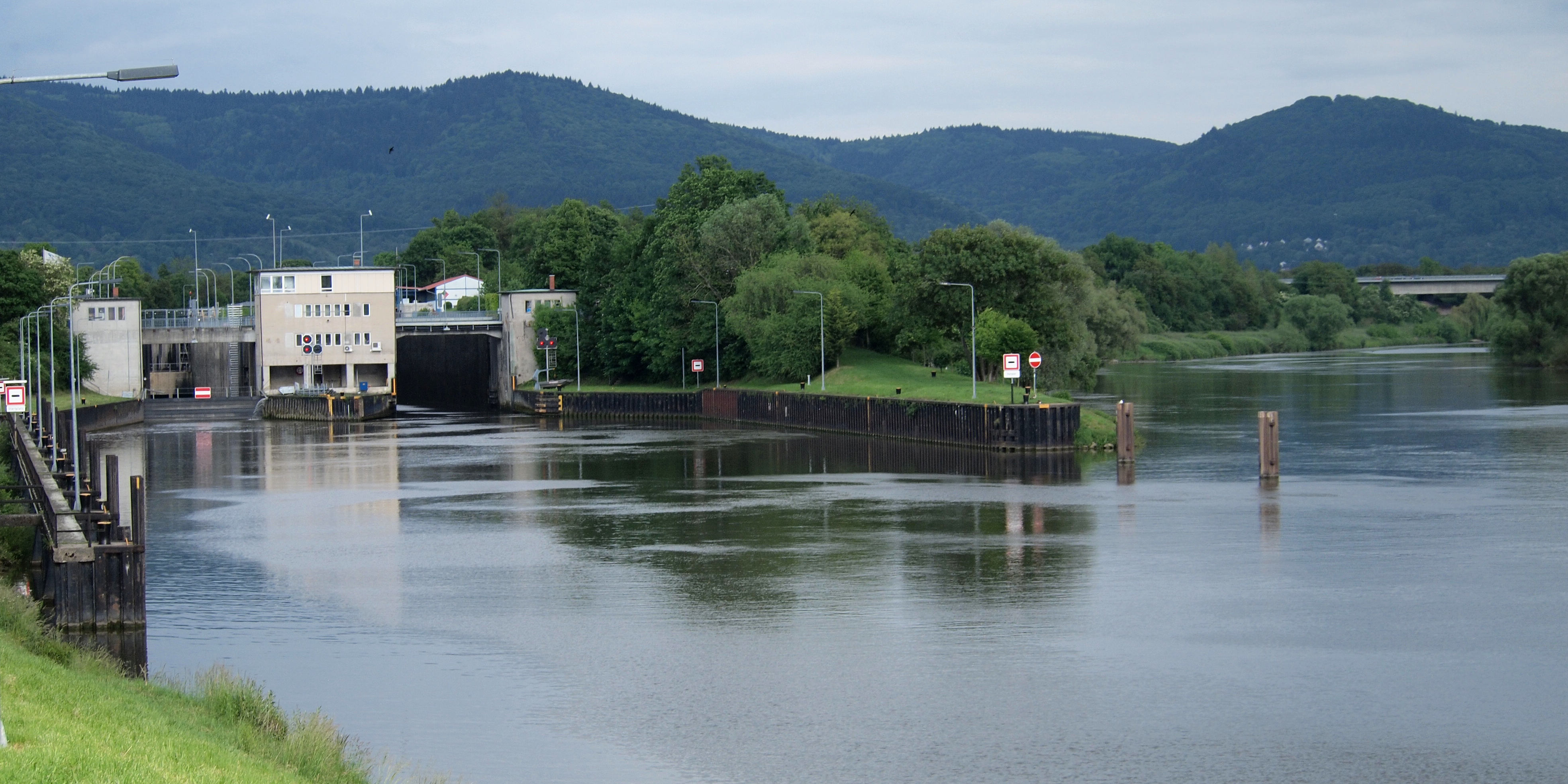
Das Ende in Schwabenheim